# Augusto Fernández de Avilés
Augusto Fernández de Avilés y Álvarez-Ossorio (Madrid, 1908-1968) va ser un arqueòleg espanyol del segle xx.

## Biografia professional
Va ser alumne avantatjat de Cayetano de Mergelina i Lluna. La seva tesi doctoral (que va obtenir la màxima qualificació), dirigida pel catedràtic d'Arqueologia de la Universitat Complutense Antonio García i Bellido, va versar sobre les excavacions en el Cerro de los Santos (Albacete). La col·laboració entre tots dos seria constant a partir de llavors.
Va ser director del Museu Arqueològic de Múrcia i, més tard, cap de la Secció de l'Edat Antiga del Museu Arqueològic Nacional.
Des de 1940, va ser cap de Secció i secretari de la famosa revista Archivo Español de Arqueología, pionera a Espanya en la matèria, fundada per García i Bellido, el seu col·laborador habitual.
El 1942 va publicar un documentat estudi sobre els jaciments hispànics amb representacions eqüestres, en el qual va demostrar el seu gran coneixement sobre el tema.
Va realitzar importants excavacions en diversos jaciments de les províncies de Múrcia (Cabecico del Tesoro, Loma de los Pelegrinos i Basílica de Algezares), Albacete (Cerro de los Santos), La Rioja (Vareia), Navarra, Palencia (Fuentes Tamáricas), Biscaia (Peña Fórua i Castro de Navárniz) i Cantàbria (Julióbriga i Monte Ornedo), la majoria d'elles en col·laboració amb García i Bellido.
Va ser nomenat director del Museu Arqueològic Nacional el 1941, càrrec que va exercir en dos períodes, de 1941 a 1952 i, per breu temps, des de 1967 fins a la seva mort el 1968.

## Obres
- Diario de las excavaciones de la Necrópolis Ibérica de El Cabecico del Tesoro (Verdolay, Murcia)

campaña de 1953-36 (I)
- El "corpus" de "Escultura Ibérica" de Augusto Fernández de Avilés (Obra pòstuma) ISBN 84-930824-8-1
- De la mecánica a la molienda un ensayo sobre los molinos giratorios de la España antigua (Obra pòstuma) ISBN 84-930824-8-1